# ناصر القاسمي
ناصر القاسمي (من مواليد 2 أكتوبر 1982) هو لاعب كرة قدم ألماني مغربي متقاعد لعب كلاعب وسط.  وشارك في مباراتين مع المنتخب المغربي.

## حياة مهنية
ولد القاسمي في مدينة فوبرتال بألمانيا. قضى موسمين في الدوري الألماني مع باير 04 ليفركوزن وإم إس في دويسبورج، ولم يلعب مباريات في الدوري إلا مع دويسبورج، وأيضا فقد لعب في مباراة واحدة لباير في كأس الدوري الألماني). كما أنه يحمل الجنسية الألمانية.

## روابط خارجية
- Nasir El Kasmi على بيانات كرة القدم. دي إي باللغة الألمانية
- ناصر القاسمي على فرق كرة القدم الوطنية.كوم